# جيلمار

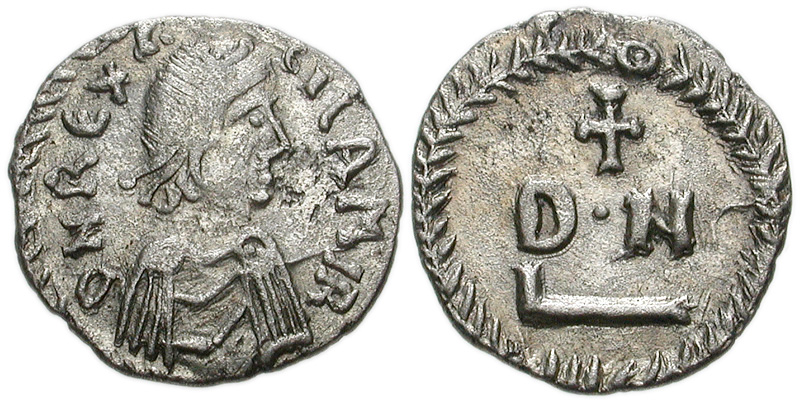
عملة بقيمة 50 ديناريوس نقشت عليها صورة الملك غيليمر.

جيلمار أو غيليمر (480 - 553م) هو أخر ملوك الوندال الجرمانيّين (530م - 533م). كان غيليمر أخر ملوك الونداليين في شمال أفريقيا، فقد أطاح في عام 530م بابن عمه هيلديريك الذي كان يميل في سياسته إلى الرومان، وتجاهل معارضات الإمبراطور البيزنطي يوستنيانوس الأول، فأوفد هذا قائده الشهير بيليزاريوس إلى إفريقيا لخلع غيليمر.
في عام 533م جرت معركة كبيرة غير بعيدة من مدينة قرطاجة، هزم فيها غيليمر، وكان شديد الثقة بانتصاره، بحيث أنه جهَّز مأدبة عامرة في خيمة كبيرة للاحتفال بالمناسبة، وكما كان متوقعاً، فإن بيليزاريوس ورجاله هم الذين دخلوا الخيمة بدلاً منه، وسط ذهول الطهاة والخدم. لم يُحكَم على غيليمر بالموت، بل نفي إلى آسيا الصغرى حيث كانت وفاته بعد سنة واحدة.